# AZ&PC Neptunus
Arnhemse Zwem en Polo Club Neptunus, is een zwemvereniging in Arnhem.
AZ&PC Neptunus werd op 22 juli 1912 opgericht. Men kan er onder andere waterpoloën, wedstrijdzwemmen en masterszwemmen. Waterpolo vindt sinds 2001 plaats samen met ESCA in de startgemeenschap ENC Arnhem (ESCA-Neptunus Combinatie).
Recent resultaat is het kampioenschap van Dames 1 (en de bijbehorende promotie naar de 1e klasse Bond) over seizoen 2007/2008.
Oud-bondscoach van het heren waterpoloteam Gerrit Jansen was jarenlang trainer van AZ&PC Neptunus. Hoogtepunt was in november 1975: toen bereikten de Arnhemmers zelfs de finalepool van het Europa Cup 2-toernooi waar de amateurs moesten opboksen tegen Oost-Europese clubs als Mladost Zagreb en OSC Boedapest.
De thuisbasis van AZ&PC Neptunus zijn de zwembaden Valkenhuizen en de grote Koppel in Arnhem.